# Blykamrarna

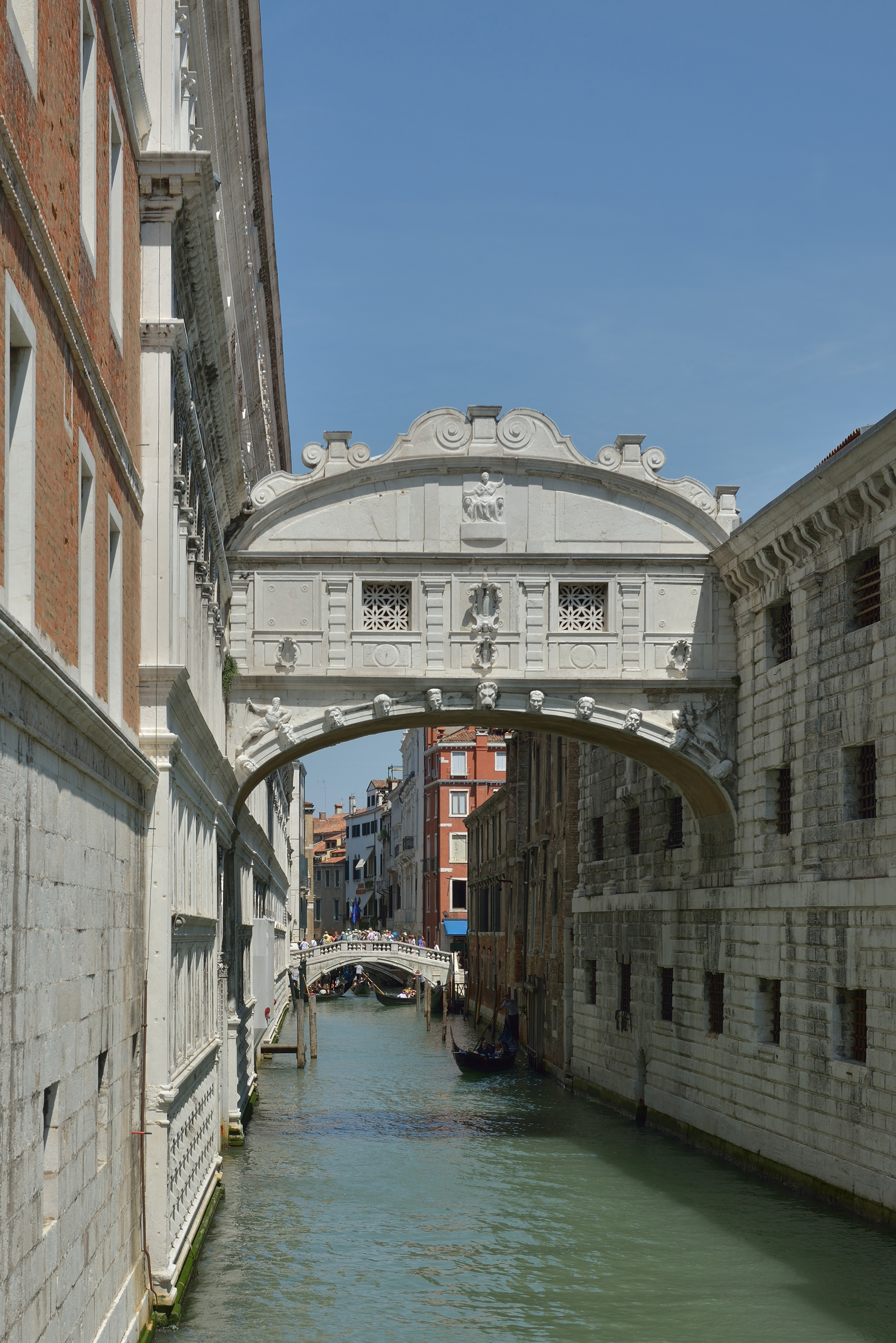
Suckarnas bro med Dogepalatset till vänster och Blykamrarna till höger.

Blykamrarna (italienska Piombi) var fängelsekamrarna belägna i Dogepalatset i Venedig, vilka fått sitt namn av att de var belägna omedelbart under palatsets med blyplattor täckta tak, vilket gjorde dem mycket heta under sommaren och kalla under vintern. Fängelset är berömt för att ha hyst personer som Giacomo Casanova och Silvio Pellico.